# Šćepan Krst
Šćepan Krst (cyr. Шћепан Крст) – wieś w Bośni i Hercegowinie, w Republice Serbskiej, w gminie Berkovići. W 2013 roku liczyła 21 mieszkańców.